# Павлович, Виктория Владимировна
Викто́рия Влади́мировна Павло́вич (бел. Вікторыя Паўловіч; 8 мая 1978, Минск, СССР) — белорусская спортсменка, игрок в настольный теннис. Сестра-близнец Вероники Павлович. Бронзовый призёр чемпионата мира 2006 года по настольному теннису в командном турнире, трёхкратная чемпионка Европы (в одиночном разряде и в паре). Участница пяти летних Олимпийских игр (2000—2016). Заслуженный мастер спорта Республики Беларусь (2007). Манера игры — защитник.

## Спортивная биография
В настольный теннис Викторию и её сестру Веронику привела мама, которая не хотела, чтобы девочки без дела бродили по улице. Довольно быстро результаты Виктории пошли вверх и вскоре она стала полноправным членом сборной Беларуси по настольному теннису. В 1995 году Павлович дебютировала на мировом первенстве. Но дебют оказался не слишком удачным и Виктория выбыла из борьбы уже на ранних стадиях турнира.
Дебют на летних Олимпийских играх у Виктории Павлович состоялся в 2000 году в Сиднее. В одиночном разряде белорусская спортсменка заняла в группе второе место и не смогла пробиться в следующий раунд. В парном разряде вместе с Татьяной Костроминой Виктория преодолела барьер группового этапа, но уже в первом раунде плей-офф белорусская пара потерпела поражение от кореянок. В 2002 году Павлович впервые стала призёром европейского чемпионата, заняв второе место в парном разряде. Всего на счету белорусской теннисистки 3 золотых, 4 серебряных и 4 бронзовых медалей континентальных первенств.
На летних Олимпийских играх 2004 года в Афинах Виктория Павлович сумела пройти один раунд соревнований в одиночном разряде, но уступила на стадии 1/8 финала и выбыла из турнира. В парном разряде дуэт Павлович-Костромина выбыл уже в первом раунде, уступив теннисисткам из Италии. В 2006 году на чемпионате мира в немецком Бремене сборная Беларуси с Викторией Павлович в составе в командном турнире сумела дойти до полуфинала турнира, где уступила сборной Китая и заняла третье место, принеся Павлович первую в её карьере награду мировых первенств.
В 2008 году на летних Олимпийских играх в Пекине Павлович приняла участие только в одиночном разряде. Но уже на стадии 1/16 финала Павлович предстояло встретиться с действующей олимпийской чемпионкой китаянкой Чжан Инин. Особой борьбы в матче не получилось и китайская спортсменка одержала убедительную победу 4-0.
16 мая 2011 года Павлович завоевала право выступить на летних Олимпийских играх 2012 года в Лондоне, попав в число 28-ми сильнейших теннисисток мира.

## Достижения

### Игровые
Одиночный разряд
- Чемпионка Европы 2010[4], Чемпионка Европы 2012
- Победительница 1 турнира Про-Тура ITTF (Минск 2008)

Парный разряд
- Чемпионка Европы 2007 (в паре со Светланой Ганиной);
- Победительница 2 турниров Про-Тура ITTF;

### Личные
- Заслуженный мастер спорта Республики Беларусь (27 июня 2007 г.)

## Личная жизнь
Замужем за россиянином Александром Афониным. Имеет дочь 2015 года рождения.
Есть сестра-близнец Вероника Павлович — участница трёх летних Олимпийских игр по настольному теннису (2000—2008). Кроме того, у Виктории есть старший брат — Андрей Павлович — белорусский бизнесмен.
Хобби — рисование, чтение.